# جوزيف جان بيير لوران
جوزيف جان بيير لوران (بالفرنسية: Joseph Jean Pierre Laurent)‏ هو عالم فلك وكيميائي فرنسي، ولد في يناير 1823 في Bagnols-sur-Cèze ‏ في فرنسا، وتوفي في 1900 في مارسيليا في فرنسا.